# 1684
Évszázadok: 16. század – 17. század – 18. század
Évtizedek: 1630-as évek – 1640-es évek – 1650-es évek – 1660-as évek – 1670-es évek – 1680-as évek – 1690-es évek – 1700-as évek – 1710-es évek – 1720-as évek – 1730-as évek
Évek: 1679 – 1680 – 1681 – 1682 –  1683 – 1684 – 1685 – 1686 – 1687 – 1688 – 1689

## Események

### Határozott dátumú események
- január 12. – I. Lipót német-római császár kiadja pátensét, amelyben amnesztiát hirdet a Thököly fejedelem pártjáról az ő hűségére visszatérnek és az ország alkotmányos kormányzására tesz uralkodói ígéretet.
- március 5. – XI. Ince pápa felhívására Sobieski János lengyel király Krakkóban aláírja a Lengyelország, a Habsburg Birodalom és Velence közötti törökellenes szövetség (Szent Liga) okmányát.[1]
- június 18. – Felszabadul Visegrád.[1]
- június 27. – A török feladja Vácot.[1]
- június 30. – A Szent Liga csapatai bevonulnak Pestre.[1]
- augusztus 15. – Regensburgban Franciaország, Spanyolország és a Német-Római Birodalom húsz évre szóló fegyverszünetet kötnek.[2]

### Határozatlan dátumú események
- az év folyamán – A végvárrá alakított tihanyi apátság leég.[3]

## Születések
- március 15. – Francesco Durante, olasz zeneszerző († 1755)
- március 24. – Bél Mátyás, lelkész, író, tudós († 1749)
- április 14. – I. Katalin, orosz cárnő, aki litván parasztlányként született († 1727)
- október 10. – Jean-Antoine Watteau, francia festő († 1721)
- október 20. – Maria Barbara Bach, Johann Michael Bach lánya, Johann Sebastian Bach első felesége († 1720)
- december 3. – Ludvig Holberg, norvég-dán író († 1754)
- december 9. – Abraham Vater német anatómus és egyetemi oktató († 1751)

## Halálozások
- augusztus 16. – Niccolò Amati olasz hangszerkészítő (* 1596)
- október 1. – Pierre Corneille francia klasszikus drámaíró (* 1606)

## Európai időjárás
November végétől február végéig kemény tél, jéghegyek az Északi-tengeren. A Boden-tó és a Zürichi-tó befagyott.
Hőség és aszály májustól szeptember elejéig körmenetek esőért júniusban, korai, átalagos hozamú szüret.